# Starszy zboru
Starszy zboru (gr. πρεσβυτερος, presbyteros) – przywilej w niektórych chrześcijańskich kościołach i związkach wyznaniowych.

## Protestantyzm

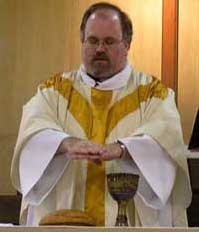
Starszy metodystyczny błogosławi Wieczerzę Pańską

W wielu Kościołach protestanckich, niezależnie od urzędu pastora, istnieje także funkcja starszego zboru. Niektóre społeczności mają więcej niż jednego starszego, skupiając ich w radzie starszych. W większości denominacji starszymi zboru są osoby świeckie, choć np. w niektórych kościołach metodystycznych funkcję tę sprawują starsi duchowni. Niektóre wspólnoty ordynują na to stanowisko również kobiety.
W Polsce urząd starszych zboru występuje m.in. w:
- Kościele Ewangelicko-Reformowanym
- Kościele Zielonoświątkowym
- Kościele Chrześcijan Wiary Ewangelicznej
- Kościele Wolnych Chrześcijan
- Kościele Adwentystów Dnia Siódmego.

## Świadkowie Jehowy

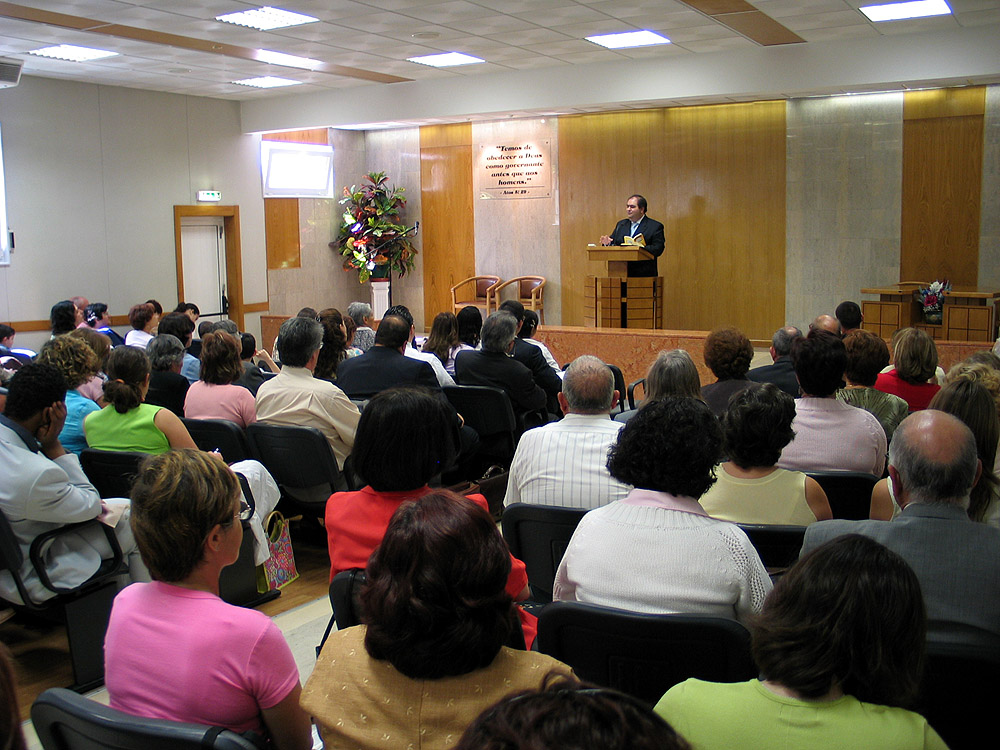
Zebranie Świadków Jehowy prowadzone przez starszego zboru w Sali Królestwa (Portugalia)

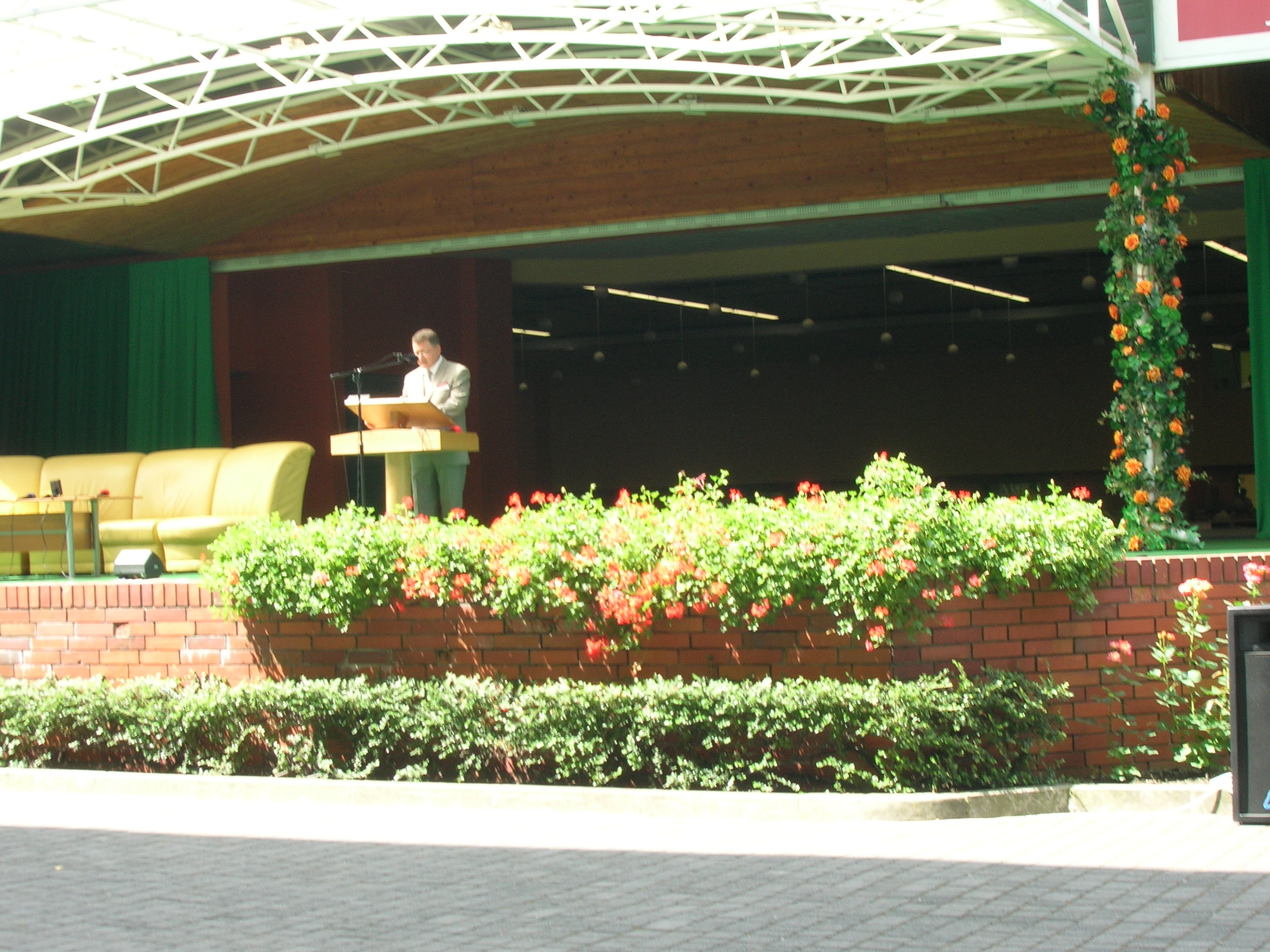
Nadzorca (starszy zboru) przemawia na kongresie (Sosnowiec, 2010)

Funkcja starszego zboru istnieje w społecznościach badackich, takich jak: Świadkowie Jehowy, Świecki Ruch Misyjny „Epifania” czy Zrzeszenie Wolnych Badaczy Pisma Świętego.
W zborach Świadków Jehowy starszym zboru, zwanym również nadzorcą zboru jest ochrzczony doświadczony mężczyzna sprawujący nadzór nad zborem.  Nie ma ograniczeń co do liczebności starszych (nadzorców) w jednym zborze. Starszy, który przestałby spełniać te kryteria, traci funkcję. Określenia „starszy” (wskazuje na dojrzałość duchową danego mężczyzny) i „nadzorca” (wskazuje na obowiązki, jakie ma on pełnić) odnoszą się do tej samej funkcji w zborze.
Starszy jest zalecany przez miejscowe grono starszych zboru, spośród sług pomocniczych usługujących w zborze i spełniających wymagania dla starszych. W trakcie wizyty w danym zborze nadzorca obwodu, po omówieniu zaleceń z miejscowym gronem starszych oraz po poznaniu kandydatów do zamianowania, mianuje ich na starszych i sług pomocniczych w danym zborze.
Starszy nie wyróżnia się spośród innych członków zboru, ani ubiorem ani tytułami. Nie otrzymuje żadnych gratyfikacji za sprawowanie tej funkcji. W Polsce w 2021 roku usługiwało 9153 starszych zboru.

### Zadania
W zborze starszym (nadzorcom) przydzielane są funkcje:
- koordynator grona starszych – prowadzi spotkania wszystkich (grona) starszych danego zboru, jest odpowiedzialny za harmonijną współpracę w tym gronie. Nadzoruje pracę porządkowych, koordynatora wykładów publicznych (przydzielającego mówców do danego tematu i terminu wykładów biblijnych, wygłaszanych na zebraniach w miejscowej Sali Królestwa lub w wyjątkowych sytuacjach w formie wideokonferencji)[a] i koordynatora obsługi sprzętu audio-wideo, koordynatora sprzątania (nadzorujący czystość w Sali Królestwa). Najczęściej układa program (tzn. lektorów do odczytywania akapitów na studium Strażnicy i zajmuje się lokalnymi sprawami organizacyjnymi zboru. W razie klęski żywiołowej kontaktuje się z nadzorcami grup służby, by ocenić sytuacje[14]. Koordynator grona starszych nie czuje się ważniejszy od pozostałych starszych[15];
- sekretarz – zajmuje się zapiskami zborowymi, na bieżąco informuje starszych o nadejściu ważnych listów do zboru, kompletuje sprawozdania miesięczne z działalności kaznodziejskiej miejscowych Świadków Jehowy;
- nadzorca służby – planuje regularne wizyty w grupach służby kaznodziejskiej, organizuje zborowe zbiórki do służby polowej, zajmuje się sprawami służby kaznodziejskiej zboru, sprawuje nadzór nad tymi sługami pomocniczymi, którzy opiekują się publikacjami i terenami do głoszenia na terenie zboru[a];

Tych trzech nadzorców tworzy miejscowy Zborowy Komitet Służby – wypełniają i podpisują różne formularze, np. zestawienia i zamówienia na publikacje Świadków Jehowy (otrzymują je od sługi pomocniczego – sługi literatury), czuwają nad kontami zboru (dobrowolne datki ze skrzynek na Sali Królestwa). Rozważają prośby o udostępnienie Sali Królestwa na uroczystości ślubne i pogrzebowe członkom zboru, przydzielają głosicieli do grup służby. Zatwierdzają zgłoszenia do stałej i pomocniczej służby pionierskiej. Działają pod nadzorem wszystkich starszych zboru.
- nadzorca grupy służby kaznodziejskiej – opiekuje się przydzieloną mu grupą służby kaznodziejskiej (najczęściej 10–15 głosicieli). Pomaga również w zbieraniu od głosicieli w danej grupie, comiesięcznych sprawozdań z działalności kaznodziejskiej przekazując je potem sekretarzowi zboru, organizuje grupowe zbiórki do służby polowej wspiera duchowo wszystkich członków grupy w działalności ewangelizacyjnej i interesuje się ich kondycją duchową; wspiera i szkoli sług pomocniczych i innych głosicieli w grupie oraz dokonuje wizyt pasterskich z innym starszym lub sługą pomocniczym u osób należących do grupy, którą nadzoruje; nadzoruje grupowe sprzątanie Sali Królestwa po każdym zebraniu;
- prowadzący studium Strażnicy – przewodniczy w tym cotygodniowym zebraniu, odbywającym się w Sali Królestwa (dodatkowo w formie wideokonferencji)[a];
- nadzorca zebrania chrześcijańskie życie i służba – najczęściej przewodniczy w zebraniu w tygodniu o nazwie Chrześcijańskie życie i służba; przydziela prowadzenie punktów starszym i sługom pomocniczym w programie tego zebrania, przydziela punkty oraz pokazy ćwiczebne przeprowadzane na tym zebraniu. Współpracuje ze starszym, który jest doradcą (jego zadaniem jest udzielanie na osobności starszym i sługom pomocniczym wskazówek dotyczących ich wystąpień, o ile zachodzi taka potrzeba. Może to dotyczyć punktów podczas tego zebrania, wykładów publicznych, prowadzenia studium Strażnicy lub zborowego studium Biblii czy też usługiwania w charakterze lektora[16]). Opiekuje się również biblioteką zborową w Sali Królestwa[a][17].

Co tydzień różni starsi (oraz słudzy pomocniczy), przedstawiają punkty w programie zebrań zborowych, wygłaszają również publiczne wykłady biblijne, współpracują z pionierami i głosicielami w służbie kaznodziejskiej, starsi co tydzień na zmianę prowadzą zborowe studium Biblii oraz są przewodniczącymi zebrania chrześcijańskie życie i służba.
Starsi spotykają się również z kandydatami na głosiciela czy kandydatami do chrztu, omawiając z nimi podstawowe wymagania biblijne. Odwiedzają poszczególnych członków zboru (tzw. wizyty pasterskie), zachęcając ich i udzielając rad biblijnych. W przypadku kiedy okaże się, że ochrzczony członek zboru postępuje wbrew zasadom biblijnym lub publicznie odejdzie od istotnej doktryny wiary czy popełni jakiś grzech, a po okazanej mu pomocy nie okaże szczerej skruchy i głębokiego żalu za swoje złe postępowanie, starsi zboru powołują spośród swego grona trzyosobowy komitet starszych, który może go usunąć ze zboru, a po pewnym czasie, gdy zmieni swe postępowanie ten sam komitet może zadecydować o jego powrocie do zboru.
Głównym celem powoływania starszych jest ich przewodzenie w działalności kaznodziejskiej zboru, nauczanie w nim oraz zachęcanie duchowe członków zboru.

### Inne funkcje
- nadzorca obwodu – starsi zamianowani przez Ciało Kierownicze Świadków Jehowy[10], którzy składają dwa razy w roku wizyty w zborach (trwające od wtorku do niedzieli; w wyjątkowych sytuacjach w formie wideokonferencji)[a], tworzących obwód (ok. 20 zborów)[25][8]. Podczas tej wizyty starszy (jeżeli ma żonę, to wraz z nią), poświęca czas na osobiste rozmowy z członkami zboru (na zebraniach, w czasie służby kaznodziejskiej, w trakcie posiłków itp.). Ten pełnoczasowy kaznodzieja wygłasza okolicznościowe przemówienia na zebraniach (wykłady), spotyka się również z miejscowymi pionierami, starszymi zboru i sługami pomocniczymi. Co tydzień odwiedza kolejny zbór w przydzielonym obwodzie. Najczęściej co trzy lata przydzielany jest na teren innego obwodu. Nadzorca obwodu odpowiada również za zgromadzenia obwodowe[26][a]. Prowadzi Kurs Służby Pionierskiej i specjalne spotkania z pionierami w obwodzie[27]. Ze względu na wykonywanie specjalnego zadania, nadzorca obwodu należy do Ogólnoświatowej Wspólnoty Specjalnych Sług Pełnoczasowych Świadków Jehowy[28]. W 2021 roku 1001 misjonarzy terenowych usługiwało w charakterze nadzorców obwodów i ich żon[29];
- Komitet Oddziału – w każdym Biurze Oddziału Świadków Jehowy na świecie co najmniej trzech doświadczonych nadzorców, którzy nadzorują działalność kaznodziejską w kraju lub krajach, które mu podlegają (w tych ostatnich jest Komitet Kraju), członków Komitetu Oddziału mianuje bezpośrednio Ciało Kierownicze Świadków Jehowy[30].

Wytypowani starsi mogą też nadzorować również inne działy (funkcjonujące na zasadzie wolontariatu) m.in.:
- budowlany (Lokalny Dział Projektowo-Budowlany);
- humanitarny (Komitet Pomocy Doraźnej);
- medyczny (Komitet Łączności ze Szpitalami, Grupy Odwiedzania Chorych);
- organizacyjny (Komitet Kongresu, Komitet Użytkowania Sali Królestwa i inne).

### Szkolenia
Starsi zboru biorą udział w przeznaczonych dla nich specjalnych bezpłatnych szkoleniach/kursach, które prowadzą wykładowcy terenowi:
- Kurs Służby Królestwa szkolenie ze specjalnym podręcznikiem „Paście trzodę Bożą” (1 Piotra 5:2) – organizowane przez Ciało Kierownicze dla nadzorców podróżujących, starszych zboru oraz osobne dla sług pomocniczych, wprowadzone 9 marca 1959 roku w South Lansing w Stanach Zjednoczonych, trwające wówczas miesiąc[33], obecnie przeprowadzane na całym świecie. W 1966 roku kurs skrócono do dwóch tygodni. W roku 1972 wydano nowy podręcznik – Kurs Służby Królestwa. Od 1977 roku wszyscy starsi zboru korzystają z 15-godzinnego szkolenia. Odtąd co kilka lat przeprowadza się je o różnej długości. Wydano pierwszą broszurę z serii „Uważajcie na samych siebie i na całe stado”. Od 1984 roku z kursu korzystają również – osobno – słudzy pomocniczy[34]. W roku 1991 wydano nowy podręcznik „Zważajcie na samych siebie i na całą trzodę”, a w 2010 obecny. Ostatni taki kurs – dla starszych zboru oraz sług pomocniczych – miał miejsce na przełomie 2017/2018, a tylko dla starszych – w roku 2023. Kładzie nacisk na obowiązki religijne w zborach, szkolenie do opiekowania się powierzoną im trzodą i wywiązywania z zadań organizacyjnych. Omawia się aktualną sytuację w zborach, widoczne tendencje oraz zaistniałe potrzeby[35][36]. Najczęściej trwa jeden dzień[31];
- Kurs dla Starszych – szkolenie pięciodniowe, wprowadzone w 2008 roku w Stanach Zjednoczonych, w celu podniesienia duchowych kwalifikacji, od 2011 roku organizowane jest we wszystkich krajach (w Polsce do 2013 roku skorzystało z niego ponad 4370 starszych zboru)[35]. Ma za cel pomóc starszym zboru kształtować usposobienie duchowe i wywiązywać się z zadań w zborze[36], takich jak nauczanie i praca pasterska, a także pogłębić miłość do Boga i współwyznawców[31];
- Niektórzy ze starszych zboru biorą udział także w dodatkowych, np. będąc doświadczonymi pionierami, gotowymi opuścić rodzinne strony i działać tam, gdzie są potrzeby w Kursie dla Ewangelizatorów Królestwa. Z kolei nadzorcy obwodu – oraz (jeśli są żonaci) ich małżonki – korzystają ze specjalnego miesięcznego Kursu dla Nadzorców Obwodu i Ich Żon[31] (w Polsce do marca 2014 roku odbyło się jedenaście takich kursów (klas)[37][35][36]. W roku 2024 na całym świecie zorganizowano szkolenie dla przeszło 430 klas[38]).